# شهرستان استرومیانی
شهرستان استرومیانی (به بلغاری: Strumyani Municipality) یک شهرستان در بلغارستان است که در استان بلاگووگراد واقع شده‌است.